# 허만 (판사)
허만(許樠, 1958년 1월 2일 ~ )은 서울고등학교를 졸업하고 서울대학교, 서울대학교대학원에서 수학한 현직 서울고등법원 부장판사이다.

## 배당과 양형의 편파성에 대한 의혹
2008년 미국산 소고기 수입반대  촛불집회 관련 사건을 특정 재판부에 집중 배당하고 형량 변경 압력을 가했다는 의혹을 받았다. 형사단독판사들 중 일부는 "허 부장판사가 기수가 낮은 판사들에게 영장과 양형에 관한 언급을 한 것으로 알고 있다"고 진술하였다. 허만 부장판사는 양형에 대한 압력을 행사한 적이 없고, 배당은 관례에 따라 이루어졌을 뿐이라고 밝혔다.
서울중앙지법의 형사단독재판부 평판사 10여 명은 몰아주기 사건배당은 일반적인 관례를 깬 것으로 사회적으로 중요한 시국사건을 특정 판사에게 몰아주기 한 것이 매우 부당했다고 판단하고 허만 수석부장판사에게 해명과 함께 시정을 요구하려 했으나 동향을 파악한 신영철 당시 법원장이 이들 판사들에게 배당의 문제점을 인정하고 앞으로는 시정하겠다고 하였다고 참연연대는 보도자료를 통해 전하였다.